# 唐·卡尔森
唐·弗农·卡尔森（英語：Don Vernon Carlson，1921年3月22日—2004年10月16日），美国NBA联盟前职业篮球运动员。